# Vojenské město krále Chálida

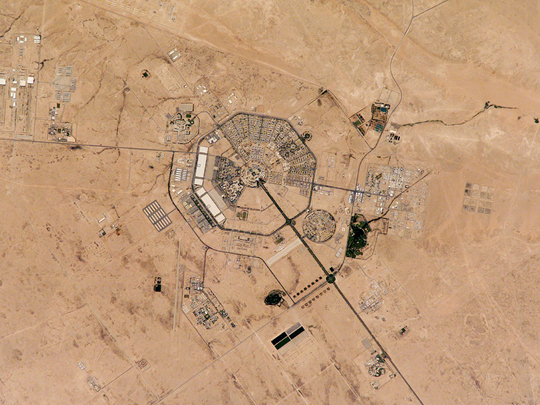
Satelitní snímek Vojenského města krále Chálida v červnu 2002

Vojenské město krále Chálida (arabsky مدينة الملك خالد العسكرية) je město na severovýchodě Saúdská Arábie. Bylo vybudováno americkou armádou v 70. a 80. letech 20. století pro ubytování příslušníků saúdskoarabských ozbrojených sil.